# José Álvarez Mariño
José Álvarez Mariño (Madrid, 21 de septiembre de 1836-Madrid, agosto de 1916) fue un político español.

## Biografía
Durante el Sexenio Democrático se adscribió dentro del grupo de los monárquicos liberales, con los que fue concejal y teniente de alcalde del Ayuntamiento de Madrid y diputado por Vilademuls en las elecciones generales de abril de 1872. En 1874 fue nombrado inspector del Patrimonio en el Ministerio de Gracia y Justicia.
Fue jefe del Círculo Constitucional de Madrid y diputado por el Partido Constitucional en las elecciones de 1876, pero posteriormente ingresó en el Partido Liberal-Conservador con el que fue diputado en las elecciones generales de 1879, 1881, 1884 y 1886, y por los liberales-reformistas de Francisco Romero Robledo en las de 1891. Desde su escaño se preocupó por los intereses económicos de los empresarios catalanes y fue miembro del Instituto Agrícola Catalán de San Isidro (IACSI).
Además de teniente de alcalde de Madrid, fue miembro del Consejo Penitenciario (1887) y vocal de la junta encargada de la construcción de la Cárcel Modelo de Madrid. En 1892 fue nombrado director de la Caja de Ahorros de Madrid, en 1895 vicepresidente del Consejo de Aduanas y Aranceles y en 1896 vocal de la Junta de Propaganda y organización del Congreso Internacional de Higiene y Demografía. Falleció en agosto de 1916 en Madrid.